# Министерство обороны Перу
Министерство обороны Перу несет ответственность за обеспечение национальной безопасности на суше, море и воздухе. Для этой цели оно осуществляет командование перуанских вооруженных сил в составе армии, флота и ВВС.

## История
Министерство обороны Перу было создано на основании Закона № 24654 от 1 апреля 1987 года во время правительства президента Алана Гарсия. Оно вобрало в себя предыдущие Министерство войны, флота и авиации, а также Объединенный комитет начальников штабов и Секретариат национальной обороны.

## Организационная структура
Нынешний министр обороны - Mariano González Fernández. Государственное учреждение под его командованием организована следующим образом:
- Генеральный секретариат
- Замминистра по административно-экономическим вопросам
- Замминистра по логистике и кадровым вопросам
- Национальное управление по политике и стратегии
- Объединенное командование вооруженных сил
- Перуанская армия
- Перуанский ВМФ
- Перуанские ВВС